# Jossyf Slipyj

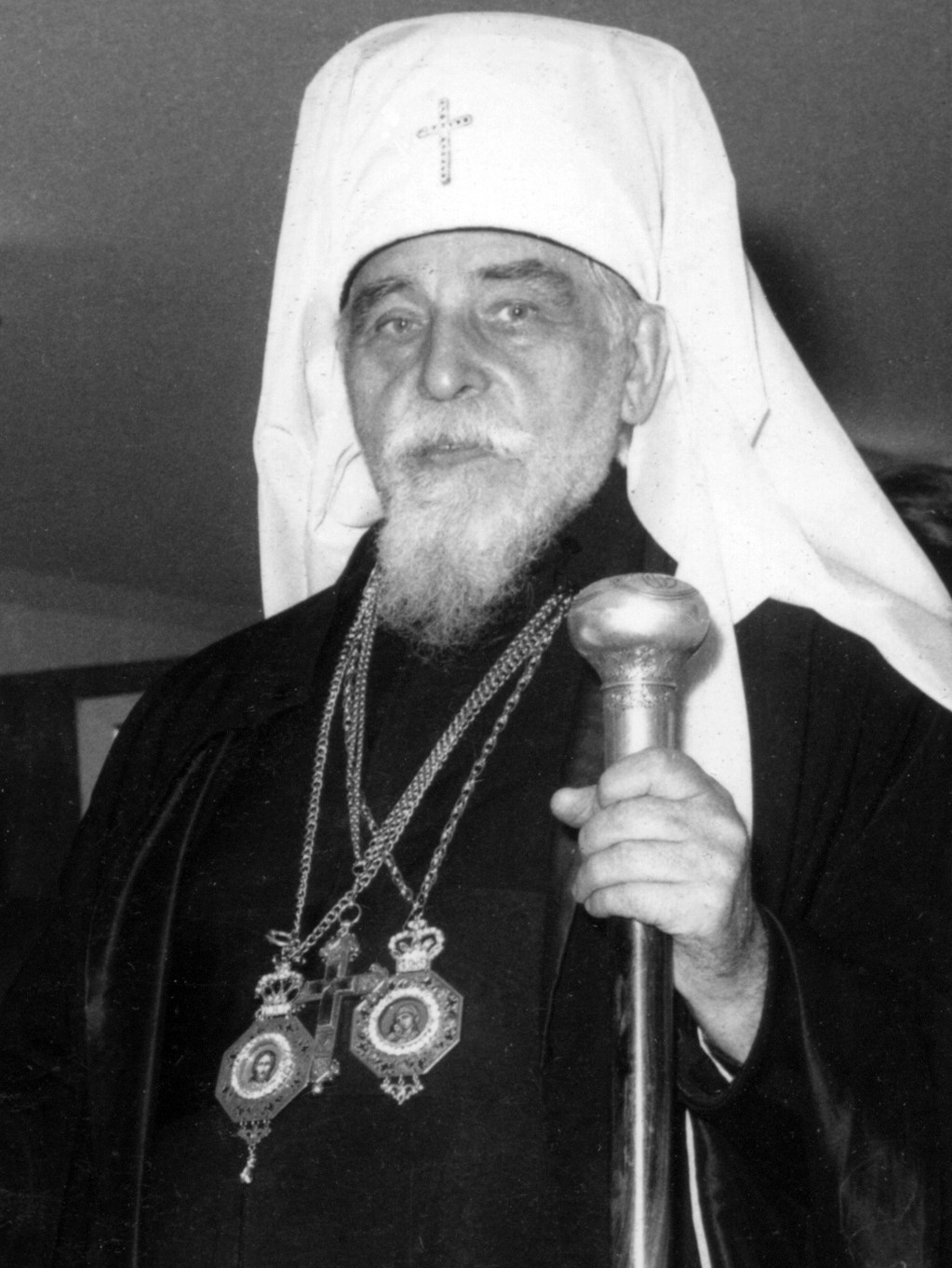
Großerzbischof Jossyf Kardinal Slipyj (1968)

Wappen von Jossyf Kardinal Slipyj

Jossyf Iwanowitsch Kardinal Slipyj  (ukrainisch Йосип Іванович Сліпий, wiss. Transliteration Josyf Slipyj; * 17. Februar 1892 in Zazdrość/Sasdrist, Kreis Tarnopol, Galizien, Österreich-Ungarn, heute Sasdrist, Oblast Ternopil, Ukraine; † 7. September 1984 in Rom) war Erzbischof von Lemberg, Großerzbischof der ukrainischen griechisch-katholischen Kirche und ein Kardinal der römisch-katholischen Kirche.

## Leben
Jossyf Slipyj erhielt seine theologische und philosophische Ausbildung am Canisianum in Innsbruck, im Kolleg von Tarnopol und an der Universität Lemberg. Er empfing am 30. September 1917 das Sakrament der Priesterweihe und arbeitete anschließend als Seelsorger, Publizist und Dozent in Lemberg.
Papst Pius XII. ernannte ihn 1939 zum Titularerzbischof von Serrae und zum Koadjutor des Erzbistums Lemberg. Die Bischofsweihe spendete ihm am 22. Dezember 1939 Erzbischof Andrej Scheptyzkyj, als Mitkonsekrator assistierte Mykolaj Tscharnezkyj. Während der Besetzung der Ukraine durch deutsche Truppen im Zweiten Weltkrieg stand er unter polizeilicher Aufsicht; mehrfach wurde er von der Gestapo verhört.
Nach dem Tod Scheptyzkis wurde Jossyf Slipyj im November 1944 durch Nachfolgerecht Erzbischof von Lemberg. Zunächst behelligte ihn die sowjetische Geheimpolizei NKWD nicht. Wie der KGB-General Pawel Sudoplatow ein halbes Jahrhundert später berichtete, wollte die Sowjetführung das Klima vor der Konferenz von Jalta nicht belasten und vor allem die Vorwürfe aus dem Westen entkräften, dass in der Sowjetunion die ukrainischen Gläubigen verfolgt würden. Doch zwei Monate nach der Konferenz von Jalta, auf der die Westalliierten die Zugehörigkeit der im Herbst 1939 von Moskau annektierten Westukraine zur Sowjetunion akzeptierten, wurde Slipyj am 11. April 1945 verhaftet und nach Sibirien deportiert. Er kam 1963 frei. Seine Freilassung hatte Papst Johannes XXIII erwirkt, er hatte den Fall Slipyj bei einer Privataudienz für Alexei Adschubei, den Schwiegersohn des sowjetischen Parteichefs Nikita Chruschtschow, vorgebracht.
Slipyj konnte über Moskau nach Rom ausreisen, wo er an den letzten drei Sitzungen des Zweiten Vatikanischen Konzils teilnahm. 1965 nahm ihn Papst Paul VI. als Kardinalpriester mit der Titelkirche Sant’Atanasio dei Greci in das Kardinalskollegium auf. In den Jahren seines Aufenthaltes in Rom war er maßgeblich am Aufbau der ukrainischen katholischen Universität in Rom und in anderen Ländern beteiligt. Obwohl 1963 seine Metropolie zum Großerzbistum aufgewertet wurde, blieb der im römischen Exil in späteren Jahren entwickelte Plan, ein uniertes ukrainisches Patriarchat zu errichten, ohne Erfolg.
Jossyf Slipyj starb am 7. September 1984 in Rom und wurde in der dortigen Basilika St. Sophia bestattet. Nach dem Ende des Kommunismus in der Sowjetunion wurde er 1991 öffentlich rehabilitiert, 1992 wurden seine sterblichen Überreste nach Lemberg überführt und in der dortigen Kathedrale bestattet.

## Ehrungen
Ehrendoktorat der Katholischen Universität von Amerika.
Am 20. Juni 2017 gab die Nationalbank der Ukraine zu seinen Ehren eine 2-₴-Gedenkmünze heraus.